# Арсений I Сремац
Арсений I Сремац (серб. Арсеније I Сремац); XII век — 1266) — второй архиепископ Сербский, причислен сербской православной церковью к лику святых. Память его отмечается православными христианами 28 октября (10) ноября.

## Биография
Арсений I Сремац родился во второй половине XII века в Сремском округе, на территории нынешнего автономного края Воеводина.
С ранних лет монах, Арсений был усердным помощником святого Саввы — ревнителя и устроителя Сербской православной церкви — сына великого жупана Стефана Немани, в то же время утвердившего в Сербии единодержавие и государственный порядок.
Арсений сначала был екклисиархом в монастыре Жиче (на юге Сербии). В 1215 году был избран святым Саввой игуменом этого монастыря, и ему же поручено было окончить его постройку. Савва предполагал учредить там сербскую митрополию, но вторжение католиков-венгров, которые разоряли и уничтожали православные приходы, заставило его искать более безопасного места, чем Жича. Тогда Савва, будучи уже поставлен в Иерусалиме первым архиепископом Сербским, послал Арсения в юго-восточную часть Сербского княжества для поиска удобного места, которое могло бы служить средоточием новоустроенной сербской церкви.
Арсений указал на город Печ (по-албански Ипек, в Старой Сербии (ныне Косово)), у подножия гор, образующих Черногорию и северную часть Албании, в северо-западной части раввины Метохии и Косова поля, и здесь по поручению Саввы Арсений приступил к постройке монастыря во имя апостолов Петра и Павла.
Монастырь Печская Патриархия сделался в XIV веке столицей сербских патриархов. Когда святой Савва в 1234 году повторно совершал паломничество в Палестину на Святую землю и Египет, Арсений был назначен его наместником. После смерти Саввы в 1236 году Арсений был избран королём и Собором сербским в архиепископы Сербии и основал своё местопребывание в Пече. Этот пост он занимал на протяжении почти трёх десятилетий, вплоть до 1263 года, когда вследствие тяжёлой болезни Арсений уже не мог выполнять свои обязанности и поэтому передал полномочия Савве II.
28 октября 1266 года Арсений скончался. Его мощи были похоронены в Печском монастыре. В 2006 году монастырь был зачислен в перечень объектов Всемирного наследия ЮНЕСКО. В 2006 году он был зачислен в список объектов Всемирного наследия, находящихся под угрозой уничтожения, по причине возможных атак албанских боевиков. Находится под защитой KFOR. В настоящее время мощи святого Арсения находятся в Черногории в Свято-Архангельском монастыре Ждребаоник.